# Arrowhead Game Studios
A Arrowhead Game Studios é uma desenvolvedora independente de jogos eletrônicos, de origem sueca. A empresa foi criada em 2008 por um grupo de estudantes da Universidade de Tecnologia de Luleå que estudavam em Skellefteå. Aos poucos, a empresa mudou-se para Estocolmo entre 2011 e 2012. Em 2024, o estúdio possui cerca de 120 funcionários.

## História
Magicka foi o primeiro jogo do estúdio, e ganhou o prêmio de Jogo do Ano no Swedish Game Awards, 2008. O lançamento do jogo aconteceu em 2011 e sua publicação foi feita pela Paradox Interactive, depois de assinarem o contrato com a distribuidora em 2009.
Nos anos seguintes, Arrowhead Game Studios desenvolveu The Showdown Effect, um jogo de ação multijogador, em 2,5D, inspirado nos filmes de ação dos anos 80 e 90, que também foi publicado pela Paradox Interactive em 2013, e também Gauntlet, um jogo de ação cooperativo do gênero dungeon, que foi publicado pela Warner Bros. Games, em 2014.
Em 2015, o estúdio desenvolveu o jogo Helldivers, que foi publicado pela Sony Computer Entertainment para PlayStation 3, PlayStation 4, PlayStation Vita e Windows. A sequência, Helldivers 2, teve seu primeiro teaser publicado em 2021, e foi lançado em 2024 pela Sony Interactive Entertainment para PlayStation 5 e Windows.
No dia 22 de maio de 2024, Johan Pilestedt anunciou sua saída do cargo de CEO, contratando Shams Jorjani, seu sócio de longa data para dar sequência ao trabalho. Pilestedt, então, assumiu o cargo de CCO (Chief Creative Officer) para estar totalmente envolvido no desenvolvimento dos jogos.

## Jogos
| Ano  | Título              | Gênero(s)                     | Distribuidora               | Plataforma(s)           | Ref.  |
| ---- | ------------------- | ----------------------------- | --------------------------- | ----------------------- | ----- |
| 2011 | Magicka             | Ação-aventura                 | Paradox                     | Windows                 |       |
| 2013 | The Showdown Effect | Ação                          | Paradox                     | Windows, OS X           |       |
| 2014 | Gauntlet            | Hack and slash, dungeon crawl | Warner Bros. Games          | Windows, PS4            | [ 7 ] |
| 2015 | Helldivers          | shoot 'em up                  | Sony Computer Entertainment | Windows, PS3, PS4, Vita |       |
| 2024 | Helldivers 2        | Tiro em terceira pessoa       | Sony Computer Entertainment | Windows, PS5            | [ 8 ] |

## Prêmios
- Magicka ganhou como Jogo do Ano no Swedish Game Awards, em 2008.[4]
- Helldivers foi indicado na categoria Jogo de Ação do Ano e ganhou na categoria Jogo Portátil do Ano, na 19ª edição do D.I.C.E Awards, apresentado pela Academia de Artes e Ciências Interativas.[9]